# Vall submarina
Una vall submarina és un solc de pendent feble, obert a la plataforma continental i que té un tàlveg que descendeix de manera regular cap a la vora externa de la plataforma. Aquestes valls sovint són atapeïdes de sediments parcialment o per complet.